# 2-й гвардейский танковый корпус

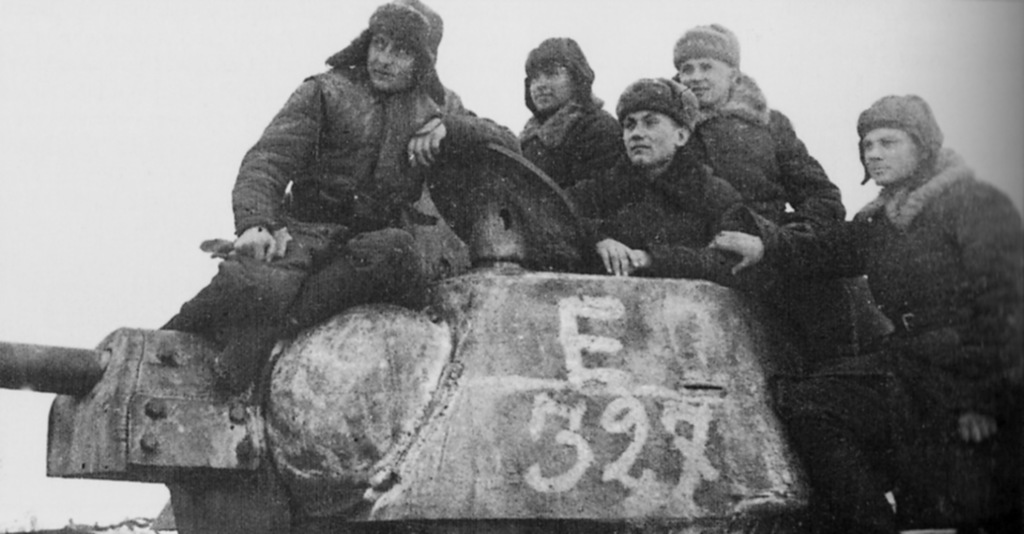
Танкисты 24-го танкового корпуса (с 26 декабря 1942 года - 2-го гвардейского) на броне танка Т-34. Сталинград, декабрь 1942 г.

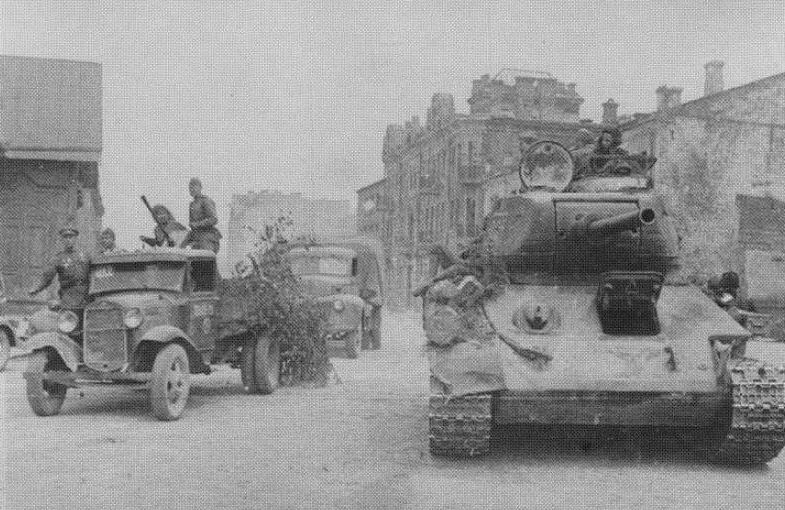
2-й гвардейский танковый корпус в Минске, 1944 год.

2-й гвардейский танковый Тацинский Краснознамённый, ордена Суворова корпус (2 гв. тк) — гвардейское соединение (танковый корпус) в составе бронетанковых и механизированных войск Рабоче-крестьянской Красной армии, во время Великой Отечественной войны.

## История
На основании приказа главнокомандующего Юго-Западным направлением № 00274/оп от 17 апреля 1942 года, для «более массированного использования танков», приказом по войскам Южного фронта № 00156 в районе Ворошиловграда из танковых бригад был сформирован 24-й танковый корпус (СССР). 
24-й танковый корпус после тяжёлых майских боёв на Южном фронте, в составе 4-й гвардейской танковой, 2-й, 54-й танковых и 24-й мотострелковой бригад, практически до ноября 1942 года находился в резерве Ставки ВГК, восстанавливая боеспособность.
Директивой ставки ВГК № 170465 от 28 июня 1942 года корпус из состава Юго-Западного фронта переподчинён Брянскому фронту.
В декабре 1942 года, когда под Сталинградом решалась судьба окружённой немецкой группировки Паулюса, корпус в Среднедонской операции (операция «Малый Сатурн»), преодолев с боями за пять суток около 240 километров, разгромил в тылу противника базу снабжения, гарнизон и крупный аэродром, с которого обеспечивалась окружённая группировка немецких войск (86 немецких самолётов при этом было уничтожено), перерезал железную дорогу на Сталинград и 24 декабря 1942 года овладел железнодорожной станцией и станицей Тацинская, Ростовская область. Противник, перебросив к Тацинской две танковые и две пехотные дивизии, пытался окружить и уничтожить корпус. После 4-х дневного боя корпус вышел из окружения. Согласно опубликованным воспоминаниям начальника штаба 48-го танкового корпуса Ф.Меллентина,  24-й танковый корпус был окружён 11-й танковой дивизией Вермахта и полностью уничтожен. Данная информация опровергается боевым журналом Юго-Западного фронта, согласно которому уже 1 января 1943 года корпус перерезал дорогу Скасырская — Захаро-Обливский.
Кроме нанесения потерь немецкой группировке в Тацинской, танкисты уничтожали гарнизоны противника в окрестных хуторах и сёлах. По воспоминанию очевидца А. И. Горбачева, проживавшего в хуторе Надежевка Тацинского района, несколько танков Т-34 ворвались днём на большой скорости в их хутор и начали обстреливать из пулемётов метавшихся по улицам румынских солдат, раздавили фургон с продовольствием и раненого румынского солдата и проехали далее. Вероятно, эти события происходили 30 декабря 1942 года, когда остатки корпуса с боями прорывались обратно на Ильинку.
Приказом НКО СССР № 412 от 26 декабря 1942 года 24-й танковый корпус за боевые заслуги преобразован во 2-й гвардейский танковый корпус с присвоением почётного наименования Тацинского (27 января 1943).
В начале марта 1943 года находившийся на пополнении в большом некомплекте техники и личного состава корпус в связи с резким обострением обстановки на Харьковском направлении был срочно передан Воронежскому фронту и брошен в бой для удара во фланг наступавшему на Харьков противнику. Неподготовленность удара и неудовлетворительное использование корпуса командованием фронта и армии, отсутствие авиационного прикрытия и ряд других факторов привели к тому, что полностью цели удара добиться не удалось, а корпус понёс большие потери (из 201 танка на 9 марта к моменту вывода из боя 24 марта в корпусе осталось 12 исправных и 10 повреждённых танков, последние использовались как неподвижные огневые точки).
С конца марта 1943 года 2 гв.тк в составе Воронежского фронта готовился к Курской битве, а затем и участвовал в ней. После кратковременного отдыха, с сентября, уже в составе Западного фронта, участвовал в осенне-зимних боях по форсированию р. Проня. С мая 1944 года до конца войны действовал в составе 3-го Белорусского фронта.
Особенно успешно корпус действовал в ходе Белорусской стратегической наступательной операции. Перед началом сражения в нём насчитывалось 252 танка и САУ, 112 орудий и миномётов, 11 132 солдата и офицера. Корпус был введён в сражение на рассвете 25 июня 1944 года в полосе 11-й гвардейской армии через лесисто-болотистый массив и внезапно для противника оказался в его дальнем тылу. 26 и 27 июня его главные силы обошли с севера город и мощный узел сопротивления Оршу, с ходу форсировали Березину и устремились на Минск. Темпы наступления корпуса в эти дни составляли от 40 до 60 километров в сутки. На рассвете 3 июля 1944 года мощной атакой с востока и северо-востока передовой отряд 2-го гвардейского танкового корпуса ворвался в Минск. На острие атаки оказался танковый взвод под командованием гвардии младшего лейтенанта Д. Г. Фроликова из состава 4-й гвардейской танковой бригады гвардии полковника О. А. Лосика, который и вошел первым в Минск. В середине дня к Минску вышли и основные части корпуса.
За успешное выполнение заданий командования при освобождении столицы Белоруссии города Минска управление корпуса, а также 4, 25, 26 гвардейские танковые и 4 гвардейская мотострелковая бригады корпуса указом Президиума Верховного Совета СССР от 23.07.1944 года были награждены орденами Красного Знамени (4-я гвардейская танковая бригада удостоена почётного наименования Минская).
Принимал активное участие в Инстербургско-Кёнигсбергской операции.
16 января 1945 года генерал армии Черняховский ввёл в бой 2-й гвардейский Тацинский танковый корпус (229 танков и самоходно-артиллерийских установок) в направлении Радшен — Краупишкен. Вместе с войсками правого фланга 5-й армии 2-й гвардейский танковый корпус при поддержке авиации атаковал позиции противника на гумбинненском рубеже. Пехотинцы и танкисты прорвали рубеж и овладели сильными опорными пунктами Куссен и Радшен. Но этот успех дался ценой серьезных потерь танкового корпуса — около 30 танков осталось на поле боя.

## Состав

### Состав 24 тк
К началу апреля 1942 года в состав корпуса входили:
- управление корпуса (штат № 010/369): (20.04. — 28.10.42, 4 — 26.12.42), преобразован во 2-й гвардейский танковый корпус 26.12.42 г.
  - 30 отдельная автотранспортная рота подвоза ГСМ (16 — 26.12.42)
  - 156 полевая танкоремонтная база (20 — 26.12.42)
  - 112 полевая авторемонтная база (25 — 28.10.42, 4 — 26.12.42)
  - 2158 военно-почтовая станция
- 26-я танковая бригада
- 27-я танковая бригада
- 148-я танковая бригада тяжёлых танков
- 2-я мотострелковая бригада

### Состав 2 гв тк
С начала 1943 года и до конца войны в состав корпуса входили:
- Управление корпуса
- 4-я гвардейская танковая Минская Краснознамённая, орденов Суворова и Кутузова бригада (бывшая 132-я)
- 25-я гвардейская танковая Ельнинская ордена Ленина, Краснознамённая, ордена Суворова бригада (бывшая 54-я)
- 26-я гвардейская танковая Ельнинская Краснознамённая, ордена Суворова бригада (бывшая 130-я)[7]
- 4-я гвардейская мотострелковая Краснознамённая, ордена Суворова бригада (бывшая 24-я (с 01.01.1943 по 01.02.1943))
- 47-й гвардейский тяжёлый танковый полк прорыва (с 01.07.1943 по 01.09.1943)
- 1819-й самоходно-артиллерийский полк (с 01.09.1943 по 01.04.1944)
- 1833-й самоходно-артиллерийский полк (с 01.09.1943 по 01.03.1944)
- 401-й гвардейский самоходно-артиллерийский Минский Краснознамённый полк (с 01.06.1944). Орден Красного Знамени передан по преемственности от 17-го гвардейского танкового полка[8]
- 1500-й самоходно-артиллерийский Минский полк (с 01.05.1943, с 01.05.1943 по 01.06.1944 именовался истребительно-противотанковый полк)
- 1311-й лёгкий артиллерийский Волковысский Краснознамённый полк (с 01.10.1944, с 01.10.1944 по 01.01.1945 именовался истребительно-противотанковый полк)
- 273-й миномётный Минский ордена Александра Невского полк (с 01.06.1943)
- 1695-й зенитный артиллерийский Минский полк (с 01.06.1943)
- 79-й отдельный мотоциклетный Минский ордена Александра Невского батальон (с 01.09.1943)
- 9-й отдельный бронеавтомобильный разведывательный батальон (с 01.01.1943 по 01.03.1943)
- 19-й отдельный бронеавтомобильный разведывательный батальон (с 01.02.1944 по ??.??.1944)
- 755-й истребительно-противотанковый дивизион (с 01.07.1943 по 01.06.1944)
- 28-й отдельный гвардейский миномётный Минский ордена Александра Невского дивизион (с 01.11.1943)
- 1-й отдельный гвардейский ордена Красной Звезды[9] батальон связи (с 22.04.1943 по 24.05.1943 — именовался отдельным батальоном связи)
- 51-й отдельный моторизованный сапёрный Минский батальон (с 28.05.1943)
- 217-я отдельная рота химзащиты (с 16.08.1943)
- 30-я отдельная автотранспортная рота подвоза ГСМ
- 156-я полевая танкоремонтная база
- 112-я полевая авторемонтная база
- Авиационное звено (авиазвено) связи (с 01.06.1943)
- 49-й полевой автохлебозавод (с 25.05.1943)
- 299-я полевая касса Госбанка (с 26.05.1943)
- 2158-я военно-почтовая станция

## В составе
| Дата       | Дата       | Армия                  | Фронт (округ)         |
| ---------- | ---------- | ---------------------- | --------------------- |
| 26.12.1942 | 20.02.1943 | 3-я гвардейская армия  | Юго-Западный фронт    |
| 21.02.1943 | 07.03.1943 |                        | Юго-Западный фронт    |
| 08.03.1943 | 24.04.1943 | 6-я армия              | Юго-Западный фронт    |
| 25.04.1943 | 01.05.1943 | 64-я армия             | Воронежский фронт     |
| 01.08.1943 |            |                        | Резерв Ставки ВГК     |
| 20.08.1943 | 16.10.1943 | 21-я армия             | Западный фронт        |
| 17.10.1943 | 15.11.1943 | 31-я армия             | Западный фронт        |
| 16.11.1943 | 04.12.1943 | 10-я гвардейская армия | Западный фронт        |
| 05.12.1943 | 20.12.1943 |                        | Западный фронт        |
| 21.12.1943 | 14.01.1944 | 33-я армия             | ?                     |
| 15.01.1944 | 23.01.1944 | 5-я армия              | Западный фронт        |
| 21.01.1944 | 24.04.1944 | 33-я армия             | ?                     |
| 20.06.1944 | 01.07.1944 | 11-я гвардейская армия | 3-й Белорусский фронт |
| 02.07.1944 | 15.07.1944 | 31-я армия             | ?                     |
| 16.07.1944 | 18.08.1944 | 33-я армия             | 3-й Белорусский фронт |
| 19.08.1944 | 15.10.1944 |                        | 3-й Белорусский фронт |
| 16.10.1944 | 01.12.1944 | 11-я гвардейская армия | 3-й Белорусский фронт |
| 02.12.1944 | 12.01.1945 |                        | 3-й Белорусский фронт |
| 13.01.1945 | 30.01.1945 | 5-я армия              |                       |
| 31.01.1945 | 02.02.1945 | 11-я гвардейская армия |                       |
| 03.02.1945 | 09.05.1945 |                        | 3-й Белорусский фронт |

## В составедействующей армии

### Как 24 тк
- 20.04.1942 — 28.10.1942
- 04.12.1942 — 26.12.1942

### Как 2 гв тк
- 26.12.1942 — 24.07.1943
- 16.08.1943 — 25.04.1944
- 16.06.1944 — 09.05.1945

## Награды корпуса
| Награды и наименования            | Дата награждения                                            | За что награжден |
| --------------------------------- | ----------------------------------------------------------- | --- |
| Почётное звание «Гвардейский»     | Приказ НКО СССР № 412 от 26 декабря 1942 года               | За образцовое выполнение боевых задач, дисциплину, организованность, стойкость и героизм личного состава преобразован во 2 гвардейский танковый корпус.                           |
| Почётное наименование «Тацинский» | Приказ НКО СССР № 42 от 27 января 1943 года                 | Почётное наименование присвоено за особое отличие в боях за Отечество с немецкими захватчиками при освобождении станицы Тацинской (в ходе Среднедонской операции).                |
| Орден Красного Знамени            | Указ Президиума Верховного Совета СССР от 23 июля 1944 года | За успешное выполнение заданий командования в боях с немецкими захватчиками, за овладение столицей Советской Белоруссии городом Минск и проявленные при этом доблесть и мужество. |
| Орден Суворова II степени         | Указ Президиума ВС СССР от 19 февраля 1945 года             | За образцовое выполнение заданий командования в боях за овладение городами Тапиау, Алленбург, Норденбург, Летцен и проявленные при этом доблесть и мужество.                      |

(Танковый фронт 1939—1945)

## После Великой Отечественной войны
В июле 1945 года 2-й гвардейский танковый корпус был переформирован во 2-ю гвардейскую танковую дивизию, с передачей преемнику Боевого знамени и почётных наименований 2-го гв.тк, с получением места дислокации в пос. Гарболово, ЛенВО.

## Командиры
- 26.12.1942 по 25.06.1943, В. М. Баданов, гвардии генерал-майор  танковых войск, с 26.12.1942 гвардии генерал-лейтенант
- 26.06.1943 по 09.05.1945, А. С. Бурдейный, гвардии полковник, с 31.08.1943 гвардии генерал-майор танковых войск, с 02.11.1944 гвардии генерал-лейтенант танковых войск

## Отличившиеся воины
Шестнадцать воинов корпуса удостоены звания Героя Советского Союза.
Кроме того, за боевые подвиги в годы ВОВ около 14 тыс. воинов корпуса были награждены орденами и медалями.
  Герои Советского Союза:
| Награда | Ф.И.О                           | Должность                                                                                                  | Звание                                                   | Дата награждения                                                                           | Примечания                            |
| ------- | ------------------------------- | --- | -------------------------------------------------------- | ------------------------------------------------------------------------------------------ | ------------------------------------- |
|         | Анисимов, Евстафий Васильевич   | командир сапёрного отделения 51-го отдельного моторизированного сапёрного батальона                        | младший сержант                                          | Указ Президиума Верховного Совета СССР от 24.03.1945 года. Медаль «Золотая Звезда» № 6190. |                                       |
|         | Ахтямов, Сабир Ахтямович        | стрелок противотанкового ружья 4-й гвардейской мотострелковой бригады.                                     | гвардии красноармеец                                     | Указ Президиума Верховного Совета СССР от 24.03.1945 года. Медаль «Золотая Звезда» № 6189. |                                       |
|         | Бурдейный, Алексей Семёнович    | командир корпуса.                                                                                          | генерал-лейтенант бронетанковых и механизированных войск | Указ Президиума Верховного Совета СССР от 19.04.1945 года. Медаль «Золотая Звезда» № 5026. |                                       |
|         | Волков, Александр Павлович      | командир взвода автоматчиков 26-й гвардейской танковой бригады.                                            | гвардии лейтенант                                        | Указ Президиума Верховного Совета СССР от 24.03.1945 года. Медаль «Золотая Звезда» № 5941. |                                       |
|         | Гамцемлидзе, Шота Леонович      | командир отделения противотанковых ружей мотострелкового батальона 4-й гвардейской мотострелковой бригады. | гвардии младший сержант                                  | Указ Президиума Верховного Совета СССР от 24.03.1945 года.                                 | Погиб в бою 20 января 1945 года       |
|         | Голоскоков, Владимир Алексеевич | наводчик орудия СУ-76 1500-го самоходного артиллерийского полка 4-й гвардейской мотострелковой бригады.    | гвардии старший сержант                                  | Указ Президиума Верховного Совета СССР от 24.03.1945 года. Медаль «Золотая Звезда» № 7436. |                                       |
|         | Лосик, Олег Александрович       | командир 4-й гвардейской танковой бригады.                                                                 | гвардии полковник                                        | Указ Президиума Верховного Совета СССР от 4.07.1944 года. Медаль «Золотая Звезда» № 3722.  |                                       |
|         | Малахов, Юрий Николаевич        | командир взвода танков 2-го танкового батальона 26-й гвардейской танковой бригады.                         | гвардии младший лейтенант                                | Указ Президиума Верховного Совета СССР от 24.03.1945 года.                                 | Погиб в бою 21 октября 1944 года      |
|         | Митт, Сергей Михайлович         | командир взвода танков Т-34 1-го танкового батальона 4-й гвардейской танковой бригады                      | гвардии лейтенант                                        | Указ Президиума Верховного Совета СССР от 24.03.1945 года. Медаль «Золотая Звезда» № 7436. | Погиб в бою 26 июня 1944 года         |
|         | Нестеров, Степан Кузьмич        | командир 26-й гвардейской танковой бригады, заместитель командира корпуса.                                 | гвардии полковник                                        | Указ Президиума Верховного Совета СССР от 19.04.1945 года.                                 | Погиб в бою 20 октября 1944 года      |
|         | Овчинников, Борис Васильевич    | командир роты 51-го отдельного моторизованного сапёрного батальона.                                        | гвардии старший лейтенант                                | Указ Президиума Верховного Совета СССР от 24.03.1945 года.                                 |                                       |
|         | Октябрьская, Мария Васильевна   | механик водитель танка 2-го танкового батальона 26-й гвардейской танковой бригады.                         | гвардии сержант                                          | Указ Президиума Верховного Совета СССР от 2.08.1944 года.                                  | Скончалась от ран 15 марта 1944 года  |
|         | Ольшевский, Николай Михайлович  | командир танка 3-го танкового батальона 26-й гвардейской танковой бригады.                                 | гвардии младший лейтенант                                | Указ Президиума Верховного Совета СССР от 24.03.1945 года.                                 | Скончался от ран 22 августа 1944 года |
|         | Рябов, Александр Александрович  | автоматчик моторизованного батальона 26-й гвардейской танковой бригады.                                    | гвардии красноармеец                                     | Указ Президиума Верховного Совета СССР от 24.03.1945 года.                                 |                                       |
|         | Фроликов, Дмитрий Георгиевич    | командир взвода танков 3-го танкового батальона 4-й гвардейской танковой бригады.                          | гвардии младший лейтенант                                | Указ Президиума Верховного Совета СССР от 24.03.1945 года.                                 | Погиб в бою 2 февраля 1945 года       |
|         | Яковлев, Александр Алексеевич   | командир танковой роты 1-го танкового батальона 26-й гвардейской танковой бригады                          | гвардии старший лейтенант                                | Указ Президиума Верховного Совета СССР от 24.03.1945 года.                                 |                                       |

 Кавалеры ордена Славы 3-х степеней:
- Анютенко, Николай Максимович, гвардии сержант, командир отделения моторизованного батальона автоматчиков 4-й гвардейской танковой бригады.